# Ralf Friedrichs

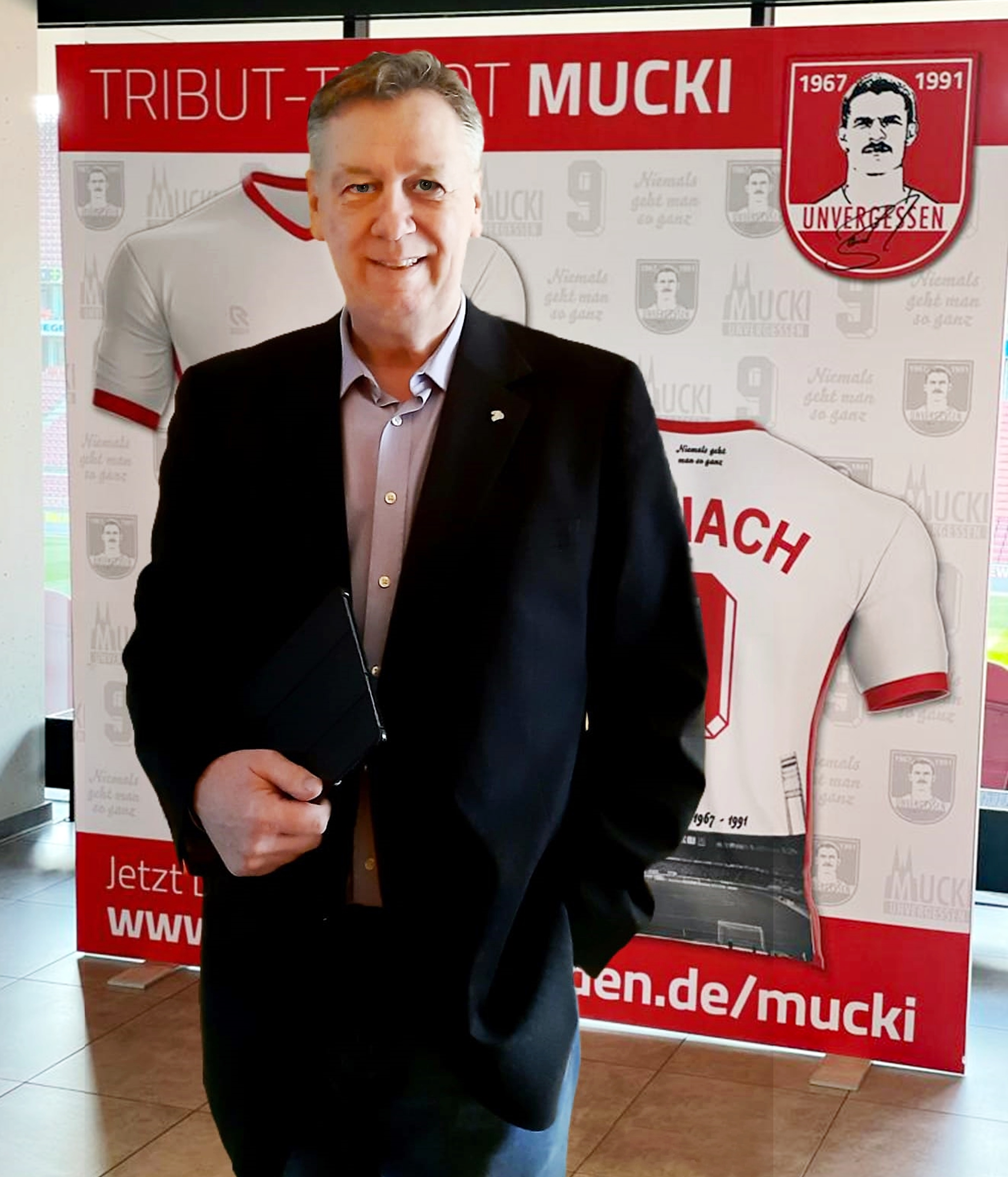
Ralf Friedrichs, 2021

Ralf Friedrichs (* 16. August 1964 in Hürth) ist Autor von Satire-Büchern und Romanen. Als Fußball-Experte schreibt er für den Focus Online. Weiterhin moderiert er Fußball-Talkshows und war außerdem an den Produktionen der Fußballfilm-Dokumentationen Heinz Flohe – Der mit dem Ball tanzte und Das Double 1977/78 beteiligt.

## Autor
Seit 2007 veröffentlicht Ralf Friedrichs seine Bücher. Mit „The Lesson Today – Als ich in den 13. Juli 1985 zurückkehrte“ 1985 erschien seine literarische Live AID Veröffentlichung, die sich mit dem Konzert vom 13. Juli 1985 auseinandersetze. Hierbei wird der Ablauf des von Bob Geldof organisierten Konzerts minutiös in die fiktive Romanstory integriert. Mit dem im Dumont Buchverlag erschienenen Roman „Am Schluss haben wir nur noch für die Angestellten gearbeitet“ schilderte er die Erlebnisse eines Unternehmensgründers, der an eigenen Fehlern und der Inkompetenz einer Bank scheiterte. Anfang 2014 erschien im Humboldt Verlag der Titel „Kaiserschmarrn – Die verrücktesten Skandale der Fußball-Nationalmannschaft“ eine humorvoll-satirische Auseinandersetzung über die Geschichte der deutschen Fußballnationalmannschaft. Als Autor begann er im November 2007 mit den satirischen Geschichten „Neulich im Geißbockheim“ über den 1.FC Köln. Diese Reihe wurde zunächst im Internet zum Kult und umfasste danach drei Bücher und eine Comedy CD. Im August 2017 legte er mit „So ein Tag – Der Weg nach Europa“ eine Dokumentation im Buchform zum Einzug des 1. FC Köln in den Europapokal vor.
Den vierten Teil seiner „Neulich im Geißbockheim“-Reihe publizierte er im Sommer 2019. Im Januar 2021 brachte Friedrichs, gemeinsam mit RTL-Moderator Thomas Wagner, das Buch „Die Fußball-Thekenphilosophen“ heraus, das ein ungezwungenes Expertengespräch am Tresen dokumentiert. Im gleichen Jahr legte er gemeinsam mit dem Sport-Journalisten Thomas Reinscheid die Biographie „Maurice Banach – Sie nannten ihn Mucki“ vor, die zum 30. Todestag des im November 1991 tödlich verunglückten Fußballprofis Maurice Banach erschien. Im Dezember 2023 kam sein Buch „Jonas Hector – Seine große Karriere in Wort und Bild“ auf den Markt, in dem die komplette sportliche Laufbahn des deutschen Fußball-Nationalspielers Jonas Hector dokumentiert wird.
Seit 2013 schreibt Friedrichs über Fußball für die Online-Sportredaktion des Focus, weitere Artikel erschienen u. a. bei 11 FREUNDE und Portalen rund um den 1. FC Köln.  

## Moderator
Im März 2009 initiierte Ralf Friedrichs den von ihm moderierten „FC-Stammtisch Talk“. Die Internet-Gesprächsrunde über den 1. FC Köln, die in Kölner Gaststätten vor Live-Publikum stattfindet, wurde später auch von den Kölner TV-Regionalsendern center.tv und Köln.tv ausgestrahlt. Viele bekannte Namen des Kölner Fußballs, darunter u. a. Lukas Podolski, Jonas Hector, Timo Horn oder Peter Stöger waren seither zu Gast. Auch Vereinsgrößen wie Wolfgang Weber, Bernd Cullmann oder Karl-Heinz Thielen treten dort auf. Hannes Löhr hatte beim Talk, wenige Wochen vor seinem Tod, seinen letzten öffentlichen Auftritt vor einer Kamera.
Das Format wurde nach der 200. Ausgabe mit FC-Präsident Werner Wolf aufgrund der COVID-19-Pandemie in Deutschland vorläufig beendet. Im Januar 2022 übergab Friedrichs den „FC-Stammtisch Talk“ an seine Nachfolger Pascal Lüders und Konrad Mäurer, die den Talk seit April 2022 fortsetzen. Im August 2022 begann Ralf Friedrichs ein neues Talk-Projekt „Thekenphilosophen“.

## Fußballfilme
Für die Dokumentation „Heinz Flohe – Der mit dem Ball tanzte“ erledigte Friedrichs Recherche-Aufgaben und wirkte als Zeitzeuge und Experte mit. Beim internationalen Fußballfilmfestival 11mm im Jahr 2015 erreichte der Film von Regisseur Frank Steffan unter 65 Produktionen, die den Sprung in das Festival geschafft hatten, den zweiten Platz beim Publikumspreis und wurde somit bester deutscher Beitrag in dieser Kategorie. Für den Film Das Double 1977/78, der den Gewinn der Meisterschaft und des Pokals des 1. FC Köln im Jahr 1978 dokumentierte, recherchierte Friedrichs ebenfalls. Die Dokumentation hatte im September 2017, in einer von Friedrichs moderierten Sondervorstellung vor Ehrengästen, ihre Premiere in einem Kölner Kino. Im März 2018 erreichte die Produktion beim 11mm Fußballfilmfestival diesmal den Gesamtsieg beim Publikumspreis.

## Bücher
- Neulich im Geißbockheim: Das total unglaubliche FC-Buch (2007), Verlag: Edition Steffan, ISBN 3-923838-57-3.
- Neulich im Geißbockheim Zweite Halbzeit: Noch ein unglaubliches FC-Buch (2009), Verlag: Edition Steffan, ISBN 3-923838-62-X.
- Am Schluss haben wir nur noch für die Angestellten gearbeitet, Roman (2010), Verlag: DUMONT Literatur und Kunst Verlag, ISBN 3-8321-6107-4.
- The lesson today: Als ich in den 13.Juli 1985 zurückkehrte, Roman (2011), Verlag: Rheinlese Verlag, ISBN 3-9808820-6-3.
- Neulich in Geißbockheim History: Die Geschichte des 1. FC Köln muss neu geschrieben werden (2011), Verlag: Edition Steffan, ISBN 3-923838-67-0.
- Kaiserschmarrn – Die verrücktesten Skandale der Fußball-Nationalmannschaft (2014), Verlag: Humboldt, ISBN 3-86910-207-1.
- So ein Tag – Der Weg nach Europa (2017), Verlag: Edition Steffan, ISBN 3-923838-80-8.
- Maurice Banach – Sie nannten ihn Mucki (2021), Verlag: Edition Steffan, ISBN 978-3-923838-91-2.
- Jonas Hector – Seine große Karriere in Wort und Bild (2023), Verlag: Edition Steffan, ISBN 978-3923838974.

## CD
- Neulich im Geissbockheim: Die Comedy CD (2008), Verlag: Edition Steffan, ISBN 3-923838-58-1.